# Frederic de Santcliment
Frederic de Santcliment (Barcelona, segle xv - Catalunya, 1533), va ser governador i capità general de Menorca entre els anys 1513 i 1528.
Frederic era fill de Guillem de Santcliment, un cavaller pertanyent al llinatge dels Santcliment, que es casà amb Joana d'Hostalric-Sabastida i Llull, filla del vicealmirall i veguer Joan de Sabastida i d'Hostalric, i també va ser governador de Menorca. Ell tenia dos germans: Joan de Santcliment i d'Hostalric-Sabastida, alcaid del castell de Salses i pare de Guillem Ramon de Santcliment i de Centelles i Guillem de Santcliment i d'Hostalric-Sabastida, mort sense fills.
Frederic era governador a començament del regnat de Carles I, i ell va ser recompensat amb mil ducats d'or pel seu lleial comportament durant l'època difícil en què Mallorca va estar involucrada en la Germania.
Carles I, el gener de 1517, confirmà en el seu càrrec tant el lloctinent Miguel de Gurrea com el procurador reial Francesc Burgues. Aleshores es va organitzar un complot contra Gurrea, intentant nomenar lloctinent el governador de Menorca Frederic de Santcliment. En el Gran i General Consell una part dels consellers no va veure bé aquesta operació, la qual cosa va afavorir que Gurrea conservàs el càrrec.